# Palácio Ranuzzi

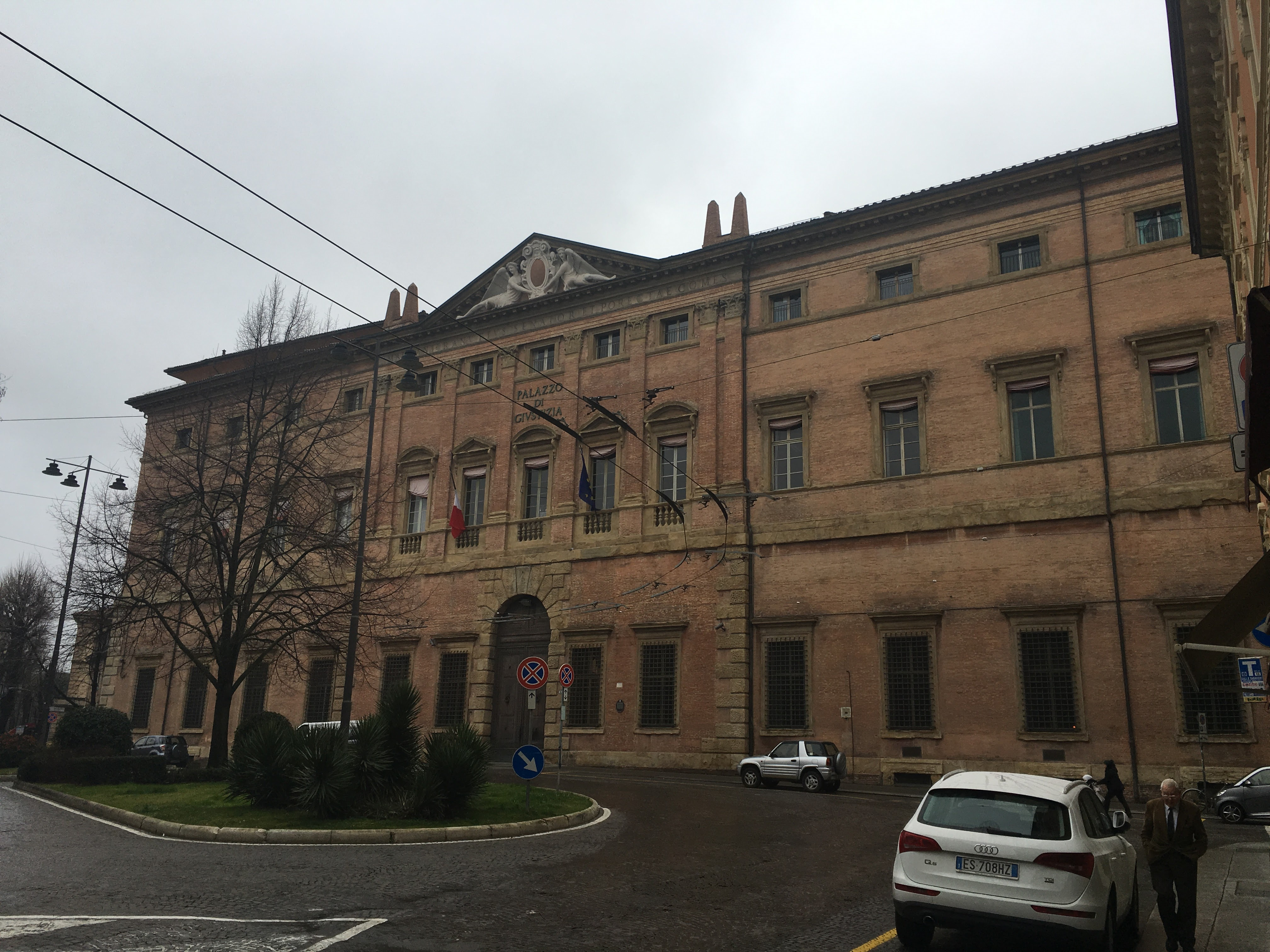
Palácio Ranuzzi

O Palazzo Ranuzzi (também conhecido como Baciocchi, anteriormente Ruini) é um edifício histórico em estilo barroco, no centro de Bolonha, que abriga o Tribunal de Apelação de Bolonha.

## História
A origem do palácio remonta a 1572, quando Carlo Ruini, neto do jurista famoso e homônimo, iniciou a escavação das fundações.[carece de fontes?]
A fachada foi construída por volta de 1582, provavelmente com base em um projeto de Andrea Palladio — essa autoria não é totalmente certa e, certamente, as obras foram realizadas por trabalhadores locais sem a supervisão do famoso arquiteto, que morreu dois anos antes.[carece de fontes?]
Quando da extinção da família Ruini em 1634, o palácio ainda não estava completo e apenas parcialmente habitável. Foi vendido em 1679 ao conde Marco Antonio Ranuzzi, cuja família o completou e embelezou, tornando-o um dos palácios mais suntuosos e importantes da cidade.[carece de fontes?]
A cenográfica escada em estilo rococó construída em 1695, com duas rampas elípticas, é obra dos arquitetos bolonheses Giuseppe Antonio Torri e Giovanni Battista Piacentini e as estátuas da escada são de Filippo Balugani. O salão de festas foi obra de Ferdinando Galli da Bibbiena e decorado com estátuas alegóricas de Giuseppe Maria Mazza. Inúmeros quartos no andar principal têm afrescos de vários artistas, incluindo Marco Antonio Franceschini, Giuseppe e Antonio Rolli, Vittorio Maria Bigari, Antonio Basoli, Felice Giani, Giovanni Battista Sangiorgi e Pelagio Palagi.[carece de fontes?]
Em 1822, a família Ranuzzi o vendeu ao príncipe Felice Baciocchi, viúvo de Elisa Bonaparte, irmã de Napoleão I e por pouco tempo a grã-duquesa da Toscana. O novo proprietário, além de modernizar alguns quartos no andar principal, comprou alguns edifícios em frente ao prédio, que ele demoliu, criando a atual Piazza dei Tribunali.[carece de fontes?]
Em 1858, sua filha Elisa Napoleona Baciocchi vendeu o palácio ao conde Matteo Grabinski, filho do general napoleônico Giuseppe Grabinski. [carece de fontes?]
Depois que este último morreu, o município de Bolonha comprou o edifício em 1873, atribuindo-o à "sede do judiciário".
Foi radicalmente reestruturado em 1993.